# Formica brunneonitida
Formica brunneonitida är en myrart som beskrevs av Gennady M. Dlussky 1964. Formica brunneonitida ingår i släktet Formica och familjen myror. Inga underarter finns listade i Catalogue of Life.